# La Reconquista (Madrid)
La Reconquista fue un periódico de ideología carlista editado entre 1871 y principios de 1874 en la ciudad española de Madrid, durante el Sexenio Democrático.

## Historia
La Reconquista, editado en Madrid con el subtítulo "periódico carlista", se publicaba todos los días por la tarde, excepto los festivos. Era —como su subtítulo indicaba— de ideología carlista.
Fue dirigido por Francisco Martín Melgar y su primer número apareció el 1 de diciembre de 1871. En 1872 apareció citado en La Esperanza. Se publicaba a cuatro páginas de 42 x 32 cm, a cuatro columnas, impreso en la imprenta de López Vizcaíno, calle de Caños 4. El número 20 aparecía compartimentado en las siguientes secciones: advertencia importante, «La natividad del Señor», «Variedades políticas», «Sección oficial», «Telegramas», «Sección religiosa« y «Lotería nacional». En otros números figuraban otras secciones como «Gacetillas» o «Variedades literarias».
Fue suspendido el 4 de enero de 1874, tras el golpe de Estado de Pavía, junto con los demás diarios carlistas de Madrid —La Esperanza, La Regeneracion y El Pensamiento Español— y la prensa cantonal.